# Afrarchaea woodae
Afrarchaea woodae is een spinnensoort uit de familie Archaeidae. De soort komt voor in Zuid-Afrika.